# Sophie Kraaijeveld
Sophie Kraaijeveld (Alphen aan de Rijn, 12 februari 2004) is een Nederlandse langebaan- en marathonschaatser.
In het najaar van 2021 ging Kraaijeveld met een team schaatssters naar de Ice Ribbon in het Olympisch dorp in Beijing, waar China een test-evenement hield samen met Zuid-Korea om de Olympische faciliteiten en procedures te testen. Ze reed hier de 3000 meter en kwam terug met een officieuze gouden medaille.

## Persoonlijke records[4]
| Afstand    | Tijd    | Datum            | Baan       |
| ---------- | ------- | ---------------- | ---------- |
| 500 meter  | 41,69   | 24 februari 2024 | Heerenveen |
| 1000 meter | 1.22,81 | 28 februari 2020 | Heerenveen |
| 1500 meter | 2.01,73 | 25 februari 2024 | Heerenveen |
| 3000 meter | 4.10,39 | 4 december 2021  | Inzell     |
| 5000 meter | 7.31,18 | 20 februari 2022 | Enschede   |

## Resultaten
| Jaar | NK Afstanden | NK Allround             |
| ---- | ------------ | ----------------------- |
| 2022 | 20e 3000m    | NC17 (19e, 16e, 13e, -) |
| 2023 |              | NC16 (18e, 17e, 15e, -) |
| 2024 |              | DQ (18e, DQ, 15e, -)    |